# Склеп національних пророків на Вавелі

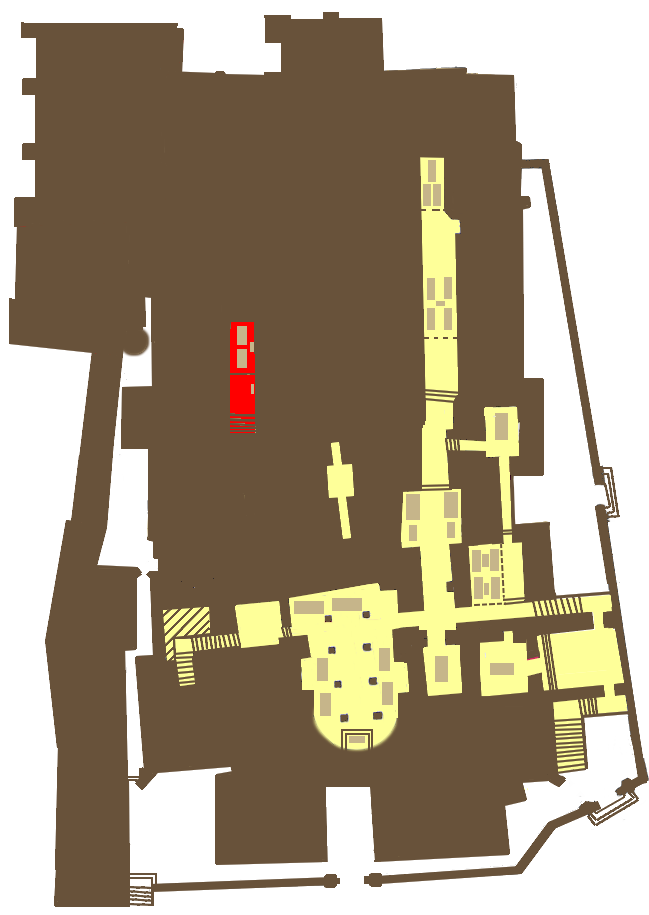
Склеп національних пророків (позначений червоним) на плані склепінь собору

Склеп національних пророків — склеп у підвалі Краківського собору Св. Станіслава та Св. Вацлава на Вавелі, місце поховання Адама Міцкевича та Юліуша Словацького, двох видатних поетів епохи романтизму, творчість яких стала важливою частиною польської культури. Обидва були визнані духовними лідерами нації під час поділу Польщі, гідні поховання в некрополі колишніх польських правителів та у Вавельському соборі. У склепі також згадують двох інших поляків, шанованих митців XIX століття — поета Ципріана Каміля Норвіда та композитора і піаніста Фридерика Шопена.

## Місцезнаходження
Крипта знаходиться біля північного деамбулаторія собору, входу до каплиці Ліпських.

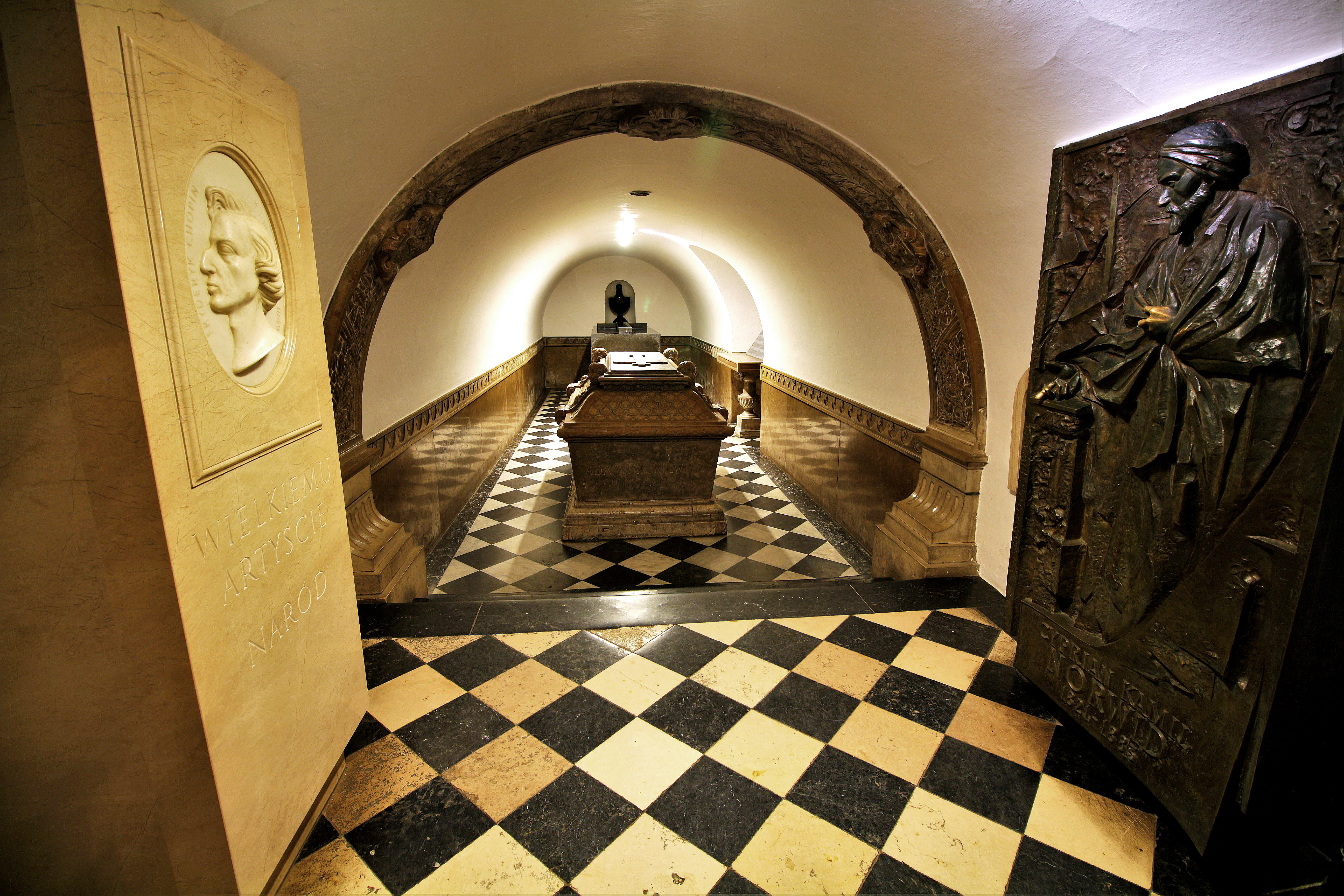
Всередині склепу (2016)

## Історія

### Обставини виникнення та значення
Крипта була влаштована в 1890 році за проєктом архітектора Славомира Одживольського під час підготовки до покладання останків Адама Міцкевича у Вавельському соборі. Ідея поховати поета в цьому храмі з'явилася незабаром після його смерті в 1855 році і повернулася до нього на початку періоду Галицької автономії в час австрійському поділу (1869), коли було створено спеціальний комітет. Однак здійснити цей намір тоді було неможливо, і зусилля були повторені в 1879 році, та були успішно завершені лише через одинадцять років.
Ідея поховати найвидатніших поляків у Вавельському соборі, тим самим підкресливши історичну спадкоємність нації, з'явилася після Віденського конгресу, коли там були поховані князь Юзеф Понятовський та Тадеуш Костюшко. Приклад Вестмінстерського абатства в Лондоні, де поетів поховали поруч з монархами, міг стати натхненням для вшанування Міцкевича так само. Поляки, позбавлені власної державності, королі та вожді, поховані в цьому місці, віддавали данину засновнику Дзяди (драма), як духовному лідеру нації. У своїй поезії Міцкевич оголосив про відновлення незалежності.
Повернення останків Міцкевича, а згодом і Юліуша Словацького, зробили собор національним пантеоном, призначеним не лише для монархів та героїв боротьби за незалежність, але й для «королів духу» — найвидатніших поетів епохи романтизму, загиблих у вигнанні, творчість яких сприяла збереженню польської ідентичності під час поділів. Їхні похорони також стали великими патріотичними демонстраціями.
У січні 1890 року Одживольський отримав завдання облаштувати поховання Міцкевича, і для цієї мети він пристосував один із існуючих склепів храму, частину склепіння під північною частиною амбіту. Відокремлений від інших, він був перекритий бічним склепінням, на арці якого висічені щити з гербами Польщі, Литви та Русі. На східній стіні склепу є вівтарна менса, а над нею, фінансована Костянтином Пшеджєцьким, мозаїка із зображенням Остробрамської ікони Божої Матері (зроблена у майстерні Антонія Сальвіаті у Венеції, наприкінці ХІХ століття). Усі роботи виконувала каменярська майстерня братів Трембецьких, а використовувані матеріали мали бути корінного походження. Необхідність підготовки окремого місця поховання Міцкевича виникла внаслідок того, що Краківський собор, погодившись на його поховання в червні 1884 року, зробив застереження, що він не буде спочивати в королівських склепах, які раз і назавжди вважалися закритими.

### Поховання Міцкевича та Словацького
|                                    |
| Склеп з саркофагом Міцкевича(1913) |

|                                                       |
| Склеп із саркофагом Словацького після похорону (1927) |

|                           |
| Саркофаг Міцкевича (2007) |

|                             |
| Саркофаг Словацького (2007) |

20 червня 1890 року спеціальна делегація вирушила забирати останки Адама Міцкевича з кладовища Монморансі, що поблизу Парижу. Урочистий похорон поета у краківському соборі відбувся 4 липня того ж року. Після церемонії труну привезли до підготовленого склепу, де її помістили в саркофаг за проектом Одживольського, виготовлений з мармуру з Ченстохова, та прикрашеного медальйоном із зображенням поета, виконаним Станіславом Романом Левандовським. Однак на кришці вирізблені голови ангелів за зразком Міхала Корпаля. Лампа, що висить над нею, увінчана орелеподібною умброю.
У 1927 році, після багатьох процедур і перипетій, вдалося привезти прах Юліуша Словацького з паризького цвинтаря Монмартра до Кракова. Отримавши згоду Адама Сапеги, митрополита Краківського, для поховання в соборі та місцевої інспекції було обрано порожній склеп, що прилягав до того, де був похований Міцкевич. Перегородку між ними зруйнували, створивши таким чином єдину кімнату. Роботами керував Адольф Шишко-Богуш, під час робіт уздовж стін розширеного склепа положений кам'яний фриз із легкого кельцького мармуру (на висоті близько метра), підлога була викладена квадратними плитами з чорного бельгійського та білого каррарського мармуру. Крім того, вівтар та мозаїку перенесли до південної стіни склепу, де для них була вирізана ніша.
28 червня того ж 1927 року відбувся урочистий похорон. Труна з останками поета була поміщена в модерністський саркофаг, виконаний з чорного мармуру з Кшеславиці, за проектом Шишко-Богуша, встановлений на двох сходинках, на вершині яких був вирізаний простий хрест, а коротші сторони прикрашені вінками, виробленими у срібній тарілці, виготовленій гравером Генріком Вальдіном. Над ним, в ніші в стіні в кінці склепу, є урна із землею з могили Соломії Словацької, матері Юліуша Словацького, із цвинтаря в Кременці. Крім того, на склепінні була розміщена алебастрова лампа на срібних ланцюгах. Саркофаг виготовила компанія «Bracia Trembeccy (Брати Трембецькі)».

### Символічне поховання Норвіда
Наприкінці ХХ століття народилася ідея вшанування пам'яті Ципріана Каміля Норвіда у Склепі пророків. 23 травня 1993 року, до 110-ї річниці смерті поета, всередині, поруч із входом було відкрито бронзову дошку-епітафію на його честь, авторства Чеслава Двігая. ЇЇ фінансувало Товариство національної пам'яті. Маршал Юзеф Пілсудський та духовенство, пов'язане з собором, — священики Станіслав Малісяк та Януш Білянський (тодішній парафіяльний священик) та кардинал Францішек Махарський, архієпископ Краківський, які благословенно освятили дошку.

Через кілька років, у 2001 році, у склепі відбулося символічне поховання Норвіда. Оскільки не вдалося знайти та ідентифікувати його останки, з ініціативи Лешка Талька, президента Історико-літературного товариства в Парижі, грунт забрали з братської могили в Монморансі, де був похований поет. Це було зроблено урочисто 24 червня у присутності представників Посольства Республіки Польща, Історико-літературного товариства, Товариства захисту польських могил у Франції та Інституту національної пам'яті. Урну з грунтом перевезли до Риму, де 1 липня її благословив Папа Римський Іван Павло ІІ під час святої меси, яку він відслужив для поета.

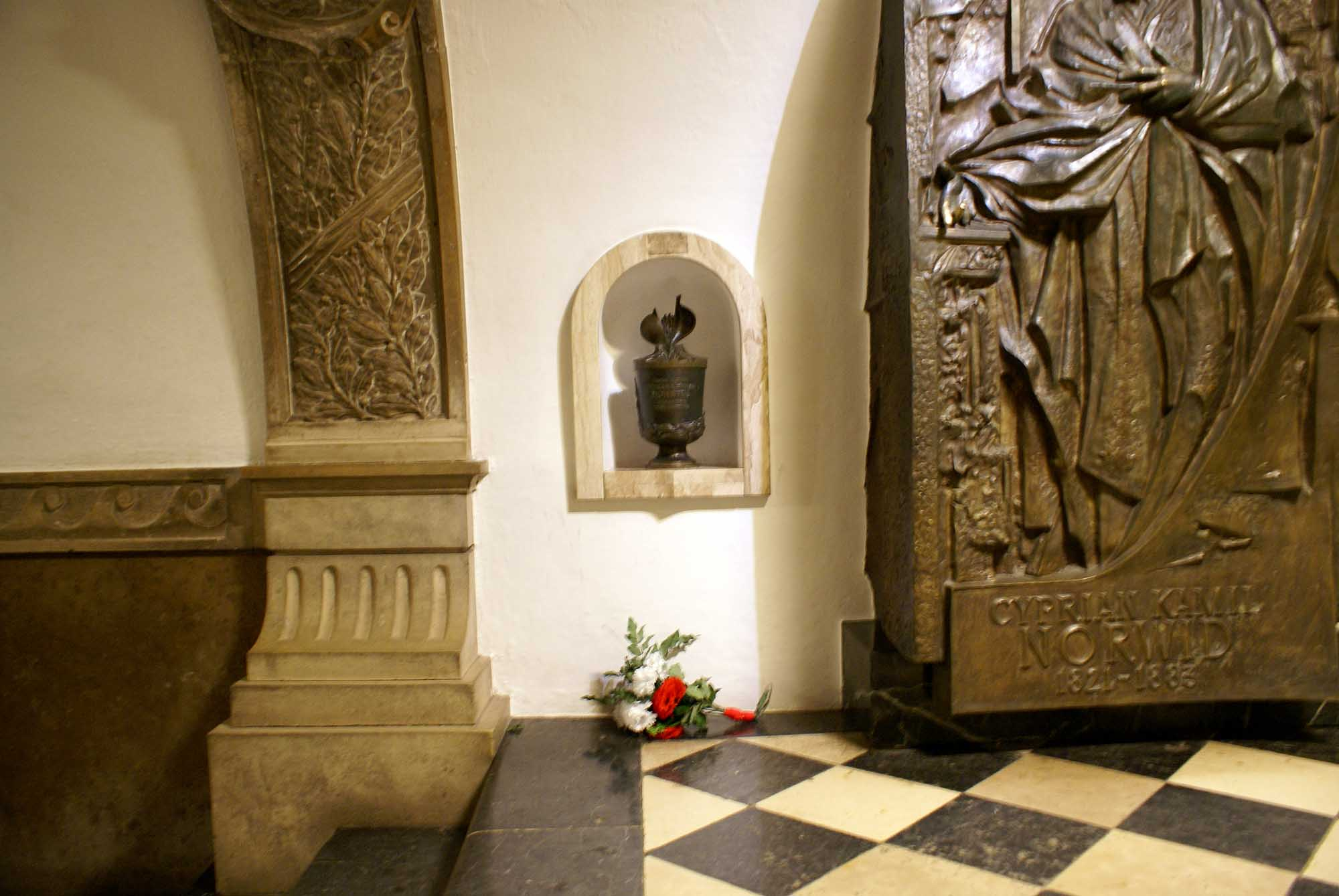
Вид на фрагмент дошки-епітафії Ципріана Каміля Норвіда та урни з грунтом з його могили
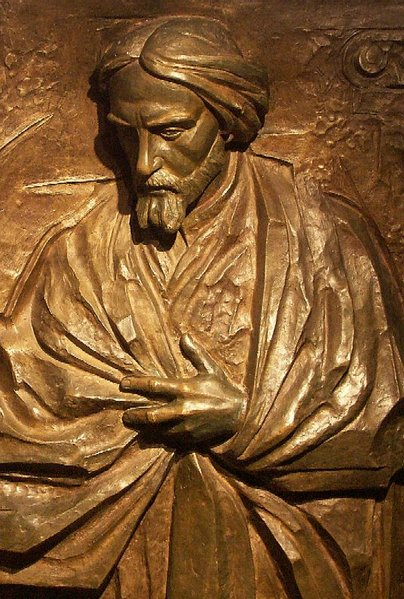
Фрагмент дошки на честь Норвіда
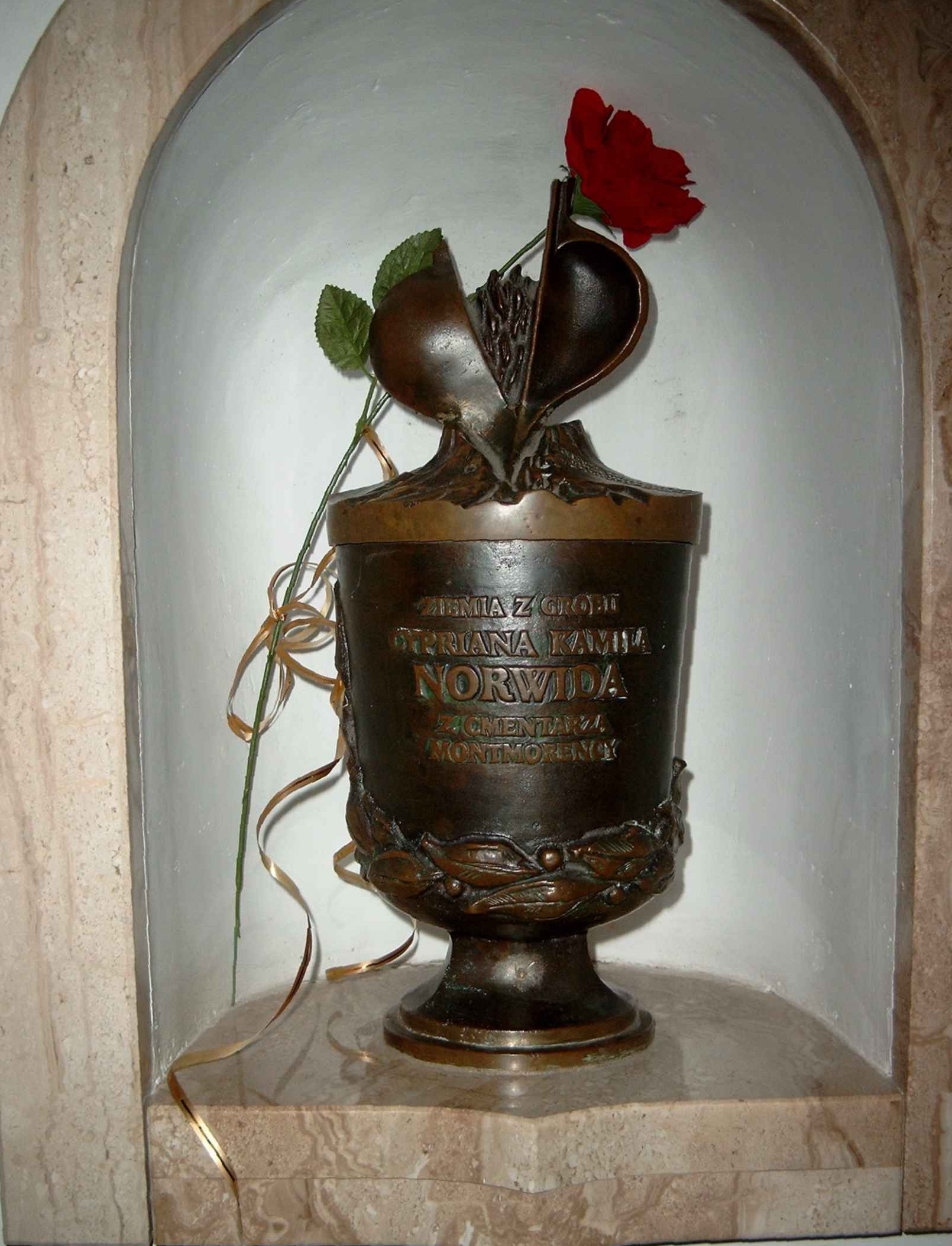
Урна з грунтом з могили Норвіда

24 вересня, у 180-ту річницю від дня народження Норвіда, під час дзвону Сигізмунда, після урочистої меси, яку відслужив кардинал Махарський, урна (виготовлена з міді, прикрашена розбитим серцем у формі ліри, згідно з дизайном Чеслава Двігая) була розміщена у невеликій ніші, поруч з нею табличка-епітафія. На цьому символічному похороні були присутні прем'єр-міністр Єжи Бузек та міністр культури та національної спадщини Анджей Зелінський. Під час цієї церемонії лист від Івана Павла ІІ, присвячений Норвіду, був зачитаний архієпископом Махарським, а Збігнев Запасевич прочитав кілька творів поета, в тому числі «Що ти зробив з Афінами, Сократе».

### Поминання Шопена

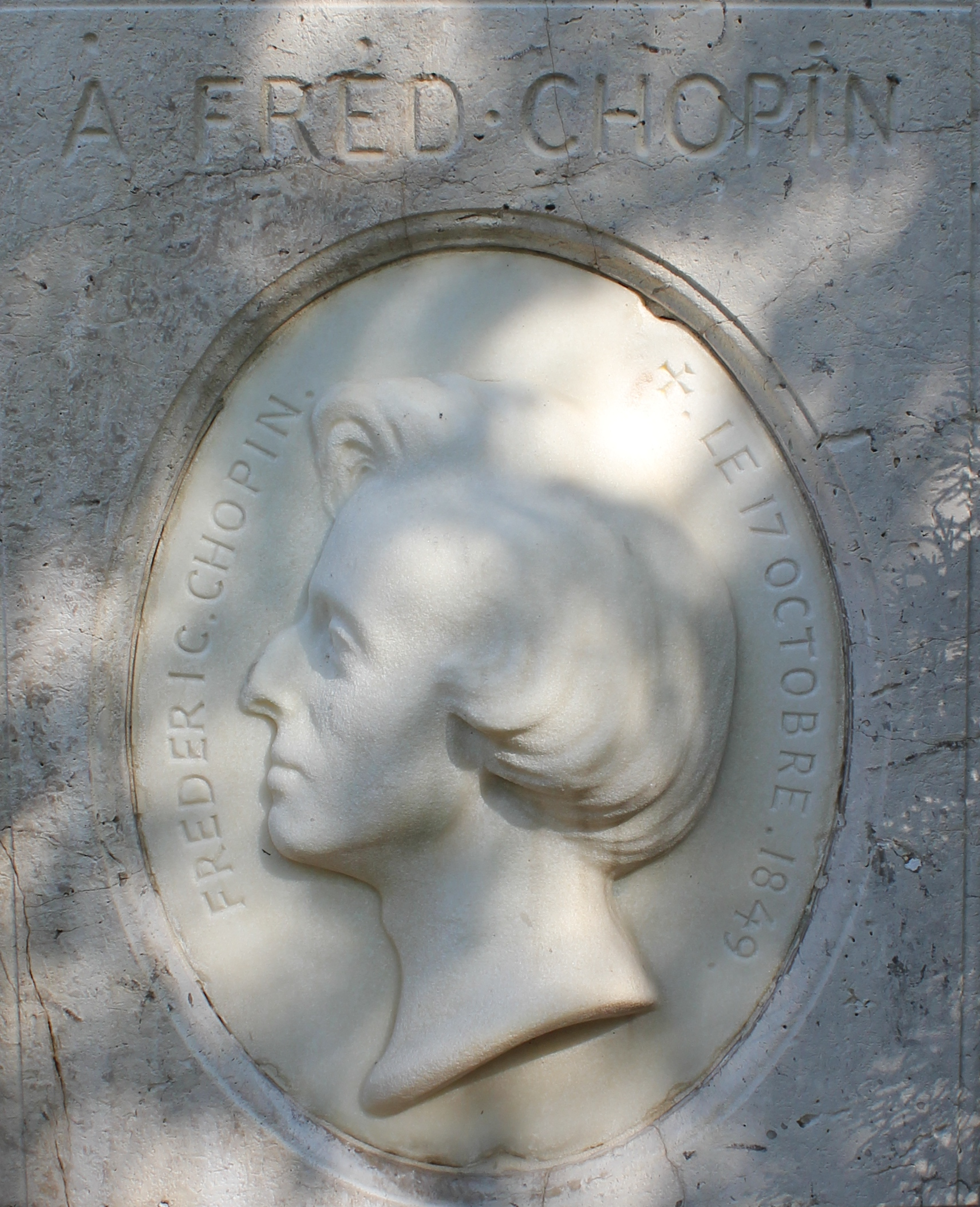
Фрагмент надгробку Шопена: медальйон із зображенням піаніста, копія якого була поміщена в склеп

28 лютого 2010 року в Склепі пророків вшанували пам'ять композитора та піаніста Фридерика Шопена, сучасника Міцкевича та Словацького. У 200-річчя з дня народження митця було представлено медальйон, копію зображення з його надгробку на кладовищі Пер-Лашез в Парижі, зроблений Войцехом Курдзіелою, з білого грецького мармуру, поміщеного у вапнякову плиту з написом « Великий митець — нація».

Ініціаторами вшанування «поета піаніно» таким чином були композитор Станіслав Радван та радник Малгожата Радван-Баллада, тоді як медальйон, розміщений навпроти плити Норвіда, фінансувався владою Кракова. Це вшанування відкрили Богдан Здроєвський, міністр культури та національної спадщини, кардинал Станіслав Дзівіш, митрополит Краківський та Яцек Майхровський, мер міста.

## Дивитися також
- Крипта заслуг у Скалці
- Пантеон великих поляків[pl]